# 鈴木真海子
鈴木 真海子（すずき まみこ、1996年6月26日 - ）は、日本の音楽家、ラッパー、シンガー。2018年にラッパーユニット「chelmico（チェルミコ）」でメジャーデビュー。ソロとしても活動。

## 概要
東京都出身。2014年に高校時代に出会ったラッパーRachelと共に「chelmico」として活動スタート。2017年にEP「Deep green」でソロデビュー。2021年に1stアルバム『ms』、2022年9月には、デジタルシングル「Come and Go」をリリース。
2023年には大塚製薬「ポカリスエット」のCM「ポカリ、のまなきゃ。」シリーズ第20弾のCMソング「からから」を書き下ろし、2024年1月に配信でリリースした。また3月13日には、花王の新ヘアケアブランド『melt』WEB CMタイアップ楽曲「kimochi」を、6月26日には、2ndアルバム『mukuge』を配信リリース。
2025年3月5日には、2ndアルバム『mukuge』収録曲「EO」のリミックス音源を収録したEP『EO Remix EP』を配信リリース。また3月26日には、自身がゲスト参加したm-floの楽曲「Judgement?」がリリースされた。
2025年5月8日、自身のSNSを通じて、体調不良の療養のため一時活動休止することを発表。これによりchelmicoやソロ名義で出演予定だった音楽イベントはいずれも出演を辞退し、5月14日から開催予定だったchelmicoのポップアップストアも開催延期となる。また復帰時期については後日改めて発表するとしている。
2025年7月30日、テレビアニメ『雨と君と』オープニングテーマであるシングル「雨と」を発売。

### 人物
- フワちゃんとメキシコ旅行をして話題に[15]。
- 趣味はラジオ、お笑い[16]、料理。お笑いに関しては大学のお笑いサークルをチェックすることもある[17]。
- 芸人との交流もあり、岡田康太（元・なかよしビクトリーズ）、加賀翔（かが屋）、後藤拓実（四千頭身）と「岡田軍団」を結成している[18]。

## 出演

### テレビ
- タモリ倶楽部「インスタ映えない写真が満載！スマホ街角ハンターズ」（2019年6月1日（5月31日深夜）、テレビ朝日系）[19][20]
- ニッポン放送のラジオ番組内のトークがきっかけとなり立ち上がったグルメ番組『橋本・真海子・岡田の街コース』を2023年8月に2週わたって福島中央テレビで放送[21]。

### ラジオ
- 橋本直と鈴木真海子のCROSSPOD（2022年11月10日 - 2024年3月31日、ニッポン放送 PODCAST）[22]

## 公演
- 2022年9月14日(水) EX THEATER ROPPONGI